# Calle de Regalado
La calle de Regalado es una calle de la ciudad española de Valladolid.

## Historia y características

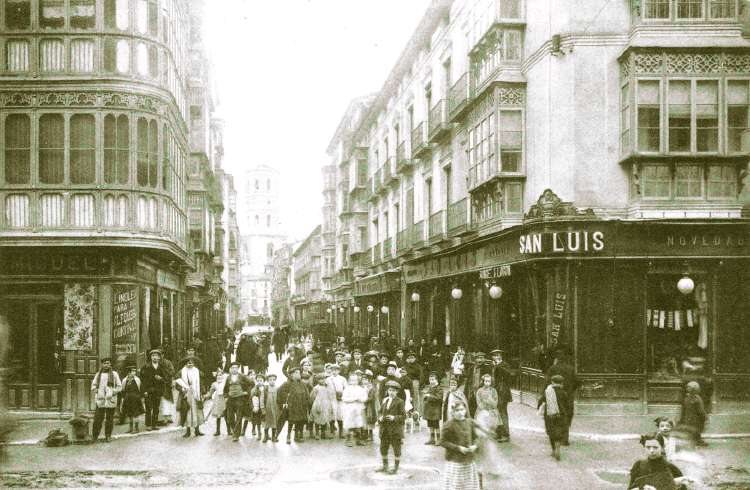
La calle a comienzos del siglo xx

La denominación actual de la vía, cuya aprobación data del 20 de julio de 1865, recuerda a Pedro Regalado, santo de la Iglesia católica y patrón de la ciudad de Valladolid. El plan de continuación de la calle de la Constitución hasta la calle de Teresa Gil fue concebido por el regidor Francisco del Campo, en 1856. En 1864 se acordó la expropiación del terreno para abrir el tramo de la calle entre la calle de Teresa Gil y la calle Sierpe. A partir de 1890 se procedió a ampliar la calle hasta la catedral de Valladolid, el tramo que hoy constituye una vía distinta, la calle de Cascajares.
Sita en el Distrito 5 de la ciudad, el trazado de la calle, que forma un eje de comunicación con las calles de de los Héroes de Alcántara y de la Constitución, se extiende en sentido oeste-este desde su comienzo en la intersección con la calle del Duque de la Victoria hasta la calle de Cascajares, que a su vez continúa hasta la catedral.